# Nikolái Chjeidze
Nikolái Semiónovich Chjeidze (en georgiano: ნიკოლოზ ჩხეიძე y en ruso: Никола́й Семёнович Чхеи́дзе, Nikolái Semiónovich Chjeídze, conocido habitualmente como Karlo Chjeidze; 1864 - 13 de junio de 1926), fue un político menchevique de etnia georgiana, impulsor del marxismo en Georgia en la década de 1890 y destacado dirigente político durante la Revolución de Febrero de 1917 y más tarde en la política de la República Democrática de Georgia en 1917-1918.

## Comienzos
Chjeidze nació en una familia noble pero pobre en Poti, un pueblo de la provincia de Imereti de Georgia, entonces parte del Imperio ruso. Preparándose para una carrera como funcionario, su vida cambió durante su periodo de estudios en la Universidad de Odesa y más tarde en el Instituto Veterinario en Járkov (1887 y 1888) cuando se unió a los círculos de estudiantes radicales, siendo expulsado de la última institución.
Regresó entonces a su Georgia natal, trabajando para una comisión estatal que combatía la filoxera, a la vez que mantenía sus contactos con los radicales. Junto con su hermano Kalenike Chjeidze, Sylverter Jibladze y Noi Jordania fue uno de los fundadores del primer grupo socialdemócrata georgiano, creado en diciembre de 1892, llamado Mesame Dasi o «Tercer Grupo». El grupo rechazó el nacionalismo de Noé Zhordania, adoptando el marxismo y la crítica del nacionalismo y del populismo.
Chjeidze desempeñó un papel intelectual y de propagandista, a través de los cauces legales permitidos por el Gobierno imperial, alejado del activismo clandestino. Favorable a utilizar los medios legales para impulsar su causa, se trasladó a Batumi en 1898, siendo elegido concejal del municipio (duma municipal) hasta 1902 y fungiendo como inspector del hospital municipal desde ese año hasta 1905. Alejado cada vez más del movimiento obrero en la ciudad, era, a pesar de ello, muy respetado entre los socialdemócratas, ganándose entonces el sobrenombre de «Karlo» (por Karl Marx). A partir de la huelga en la fábrica Rothschild organizada por el joven Stalin en 1902, Chjeidze abandonó su apatía temporal y formó, junto con otros socialdemócratas de la ciudad, un comité que tejió una red de organizaciones campesinas y obreras en la región, opuestas al Gobierno autocrático del zar.
Con acentuadas tendencias democráticas como la mayoría de los socialdemócratas georgianos, Chjeidze se unió a los mencheviques cuando el Partido Obrero Socialdemócrata de Rusia se dividió entre partidarios de Lenin (bolcheviques) y partidarios de Yuli Mártov (mencheviques) en el II Congreso del Partido Obrero Socialdemócrata de Rusia. Chkheizde sostenía la primacía del elemento obrero en el partido frente a la preeminencia de los intelectuales y la organización centralizada.
Durante la Revolución rusa de 1905 tuvo un papel destacado en la región, cuando el comité socialdemócrata se convirtió en Gobierno efectivo de la región, aunque se contó entre los moderados, para disgusto de los trabajadores más radicales. Tras el fracaso de la revolución huyó a Guria, siendo arrestado en 1906 y trasladado a Tiflis donde fue elegido a comienzos del año siguiente como concejal de la capital georgiana. Ese mismo año fue elegido diputado de la tercera Duma por la provincia capitalina y escogido dirigente del pequeño grupo parlamentario socialista.
En 1912 fue reelegido para la cuarta Duma, nuevamente por la provincia de Tiflis, y se ganó cierta popularidad como portavoz menchevique, una de las dos facciones del Partido Obrero Socialdemócrata de Rusia. En 1913 los bolcheviques dividieron el grupo parlamentario, quedando Chjeidze como portavoz únicamente de los 7 diputados de la fracción menchevique y perdiendo influencia entre los trabajadores de San Petersburgo. La maniobra disgustó profundamente a Chjeidze.

## La guerra mundial
Al estallar la Primera Guerra Mundial el grupo parlamentario socialdemócrata se negó a aprobar los créditos de guerra solicitados por el Gobierno y Chjeidze condenó repetidamente la contienda. Con una postura internacionalista moderada, favorable a la reconstitución de la Segunda Internacional y opuesto al uso de la guerra para fines nacionalistas, rechazó al comienzo la participación en los comités industriales, para luego respaldarlos como medio de favorecer la experiencia organizativa del proletariado. A través de su escaño en la Duma y como masón forjó contactos con diversas corrientes de oposición al Gobierno, liberales y socialistas.

## La revolución

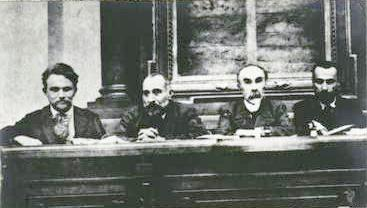
Presidencia del Primer Congreso de los Soviets de Delegados de Soldados y Trabajadores, de izda. a dcha.: M.I. Skóbelev, Nikolái Chjeidze, Gueorgui Plejánov e Irakli Tsereteli.

Tras la Revolución de Febrero de 1917 que acabó con la monarquía en Rusia, Chjeidze fue nombrado presidente del Sóviet de Petrogrado, fracasando en evitar la creciente influencia del radicalismo de los bolcheviques. Rechazó un puesto el Gobierno Provisional Ruso, pero lo respaldó, apoyando su política "defensista" (a favor de la continuación de la guerra como defensa nacional). En el Sóviet de Petrogrado fue un pilar de la política de cooperación social-burguesa, sostén de Irakli Tsereteli y su «defensismo revolucionario». Se había opuesto al comienzo a la entrada de socialistas en el nuevo Gobierno, temiendo que la cooperación entre socialistas moderados y liberales debilitase el apoyo obrero a aquellos, radicalizando su postura. Su predicción se cumplió.
Tras la Revolución de Febrero y para tratar de reforzar el prestigio del nuevo «Ozarkom» (acrónimo del nuevo «Comité Especial Transcaucásico», órgano nombrado por el Gobierno Provisional para administrar la región), fue nombrado miembro del mismo, con escasos resultados.
Se opuso con dureza a los bolcheviques, condenando con vehemencia su participación en las Jornadas de Julio.
En septiembre de 1917 presidió la Conferencia Democrática, apoyando los esfuerzos de la presidencia para mantener la coalición social-burguesa.
Se hallaba de vacaciones en Georgia cuando los bolcheviques derrocaron al Gobierno Provisional en la Revolución de Octubre. Decidió permanecer el Georgia y no regresar a la capital, siendo nombrado presidente del parlamento de la República Democrática Federal de Transcaucasia desde el 23 de febrero de 1918. Durante las negociaciones con el Imperio otomano en marzo se negó a reconocer las cesiones territoriales otorgadas por el Gobierno soviético (Sovnarkom) en el Tratado de Brest-Litovsk, al que no reconocía autoridad.
En mayo fue elegido presidente de la Asamblea Constituyente Georgiana de la recién proclamada República Democrática de Georgia. Representó al nuevo país en la Conferencia de Paz de París tratando de recabar el apoyo de la Entente para la nueva república, en vano. Chjeidze fue uno de los autores de la primera constitución de la república, aprobada a comienzos de 1921.

## Exilio y muerte
Tras la ocupación soviética del país en febrero de 1921, decidió permanecer en el exilio parisino, en situación económica precaria. En desacuerdo con el nacionalismo de sus colegas del Gobierno georgiano en exilio, se suicidó el 13 de junio de 1926.